# Balkanroute

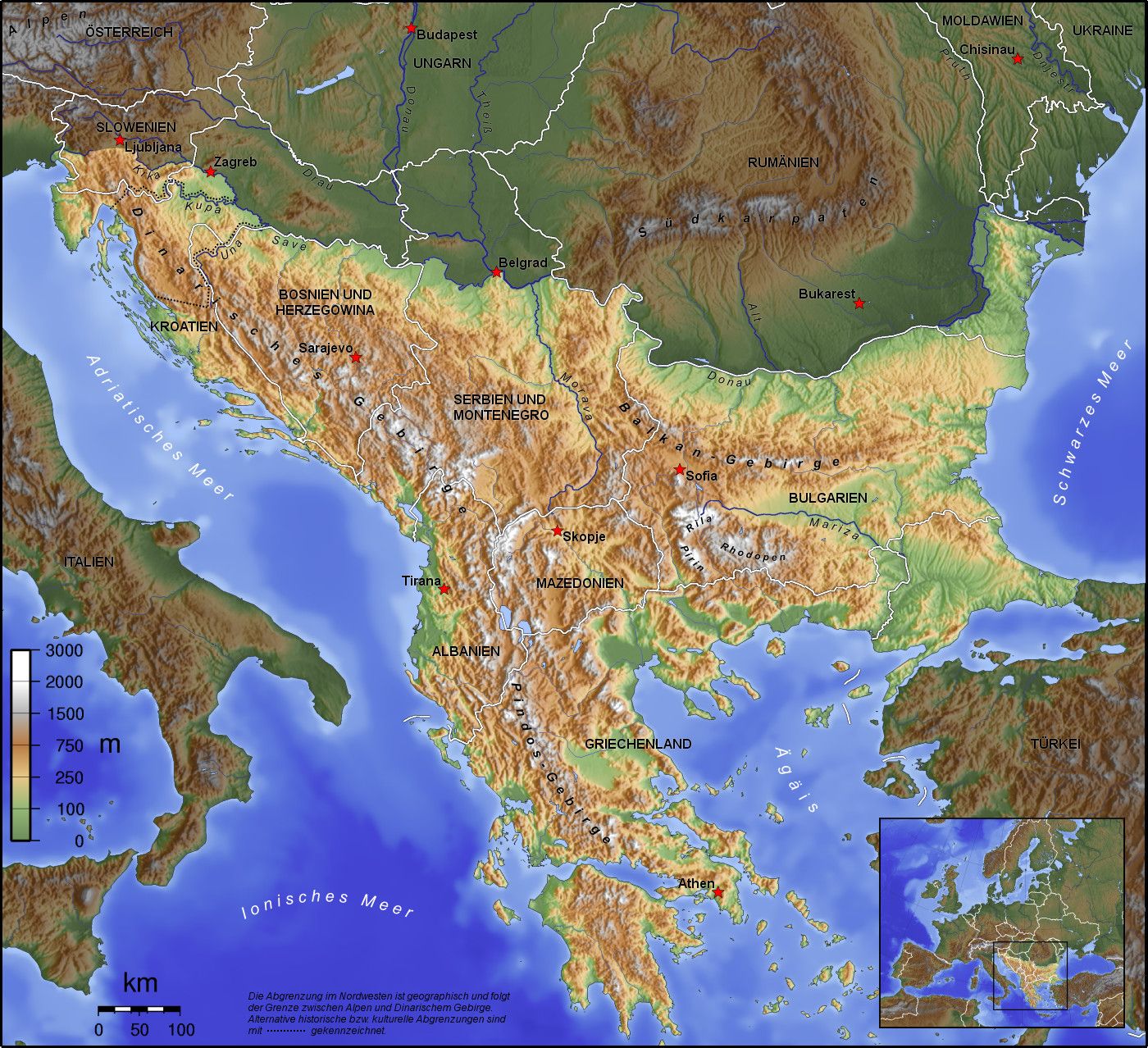
Die Balkanhalbinsel

Als Balkanroute werden Transitrouten über die Balkanhalbinsel (hauptsächlich zwischen Mitteleuropa und Vorderasien) bezeichnet. Der Begriff wird auch im Zusammenhang mit der Migration aus dem Nahen und Mittleren Osten (sowie teils auch aus Nordafrika) und auch im Zusammenhang mit dem Drogenschmuggel verwendet.
Sie ist laut Frontex mit mehr als 100.000 Menschen pro Jahr die am zweithäufigsten genutzte Fluchtroute in die EU nach der Mittelmeer-Route (mit mehr als 220.000, jeweils für 2023).

## West- und Ostbalkanroute
Man unterscheidet zwei Routen:
- die Westbalkanroute über den inneren Balkan, von Griechenland über Nordmazedonien und Serbien
- die Ostbalkanroute vom Bosporus (Türkei) über Bulgarien und Rumänien die Donau aufwärts nach Serbien

Von Serbien führte die Balkanroute früher via Ungarn nach Österreich. Seitdem Ungarn seine 151 km lange Grenze zu Serbien abgeriegelt hat (Ungarischer Grenzzaun), hat die Variante durch den Save-Korridor Kroatien – Slowenien nach Österreich oder Italien an Bedeutung gewonnen. Bosnien-Herzegowina hat eine insgesamt 1538 Kilometer lange Außengrenze zu seinen drei Nachbarstaaten: 932 Kilometer zu Kroatien, das Bosnien-Herzegowina in einem Bogen nördlich und westlich umgibt, 357 Kilometer zu Serbien im Osten und 249 Kilometer zu Montenegro im Südosten. Migranten kommen aus Montenegro oder Serbien nach Bosnien-Herzegowina und versuchen, von dort aus über die EU-Außengrenze nach Kroatien zu gelangen.
In den ersten zehn Monaten des Jahres 2015 kamen laut EU-Kommission fast 700.000 Menschen auf der Balkanroute von Griechenland nach Zentraleuropa. Transitstaaten ergriffen sukzessive Maßnahmen, um den Flüchtlingsstrom einzudämmen. Nach einem EU-Gipfel Anfang März 2016 gaben Slowenien und andere Staaten Maßnahmen bekannt, die die Balkanroute noch undurchlässiger als zuvor machen. Österreichs Innenministerin Mikl-Leitner und Außenminister Kurz betonten, dies solle dauerhaft so bleiben. Das Vorgehen der Balkanstaaten ist von EU-Beschlüssen gedeckt, denen auch die deutsche Bundesregierung zugestimmt hat.
Zu den beiden Routen gibt es zahlreiche kleinere Nebenrouten und Querverbindungen wie auch Alternativen je nach Quell- und Zielgebiet, z. B. führt die Ostbalkanroute über Moldawien auch Richtung Russland.
Ein englischer Ausdruck ist Western/Eastern Balkans route, französisch la route des Balkans, italienisch cammino tra i Balcani.
Laut Frontex ist die westliche Balkan-Route „bei einem Rückgang von 26 Prozent immer noch die zweitwichtigste Route für Migranten und Migrantinnen“ in die EU, nach dem Weg über die zentrale Mittelmeer-Passage.

## Geschichte
Der historische Ursprung der Balkanroute und ihre Kulturgeschichte geht zurück bis in die Neusteinzeit (Neolithikum). Damals erreichten die ersten Bauern im Rahmen der vom Nahen Osten ausgehenden Migration über den Zentral- und den Nordbalkan Transdanubien und die Neolithisierung mit der Umstellung vom Sammler- und Jägertum zum Ackerbau begann auch in Europa.

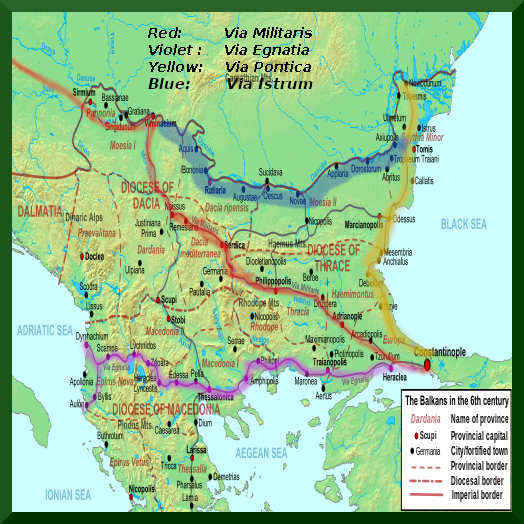
Römische Balkanstraßen der Antike

Der Donauweg Via Istrum vom heutigen Belgrad bis zur Donaumündung ins Schwarze Meer zog sich am Rand des Balkans entlang und verband die Beobachtungsposten und Befestigungen des unteren Donaulimes. Die Via Pontica war die Verbindungsstraße vom Donaudelta an den Bosporus entlang der Schwarzmeerküste. Die Via Egnatia wurde als Verlängerung der Via Appia über die Meerenge von Otranto als die schnellste Verbindung von Rom an den Bosporus im 1. Jahrhundert vor Christi Geburt gebaut. Die Via Militaris (auch Via Diagonalis genannt) wurde im 1. Jahrhundert gebaut und hatte wegen der Streckenführung durch die Balkantäler nur relativ moderate Steigungen. Das machte sie zu einer bedeutsamen strategischen Route, die bei jedem Wetter umfangreiche Truppenbewegungen auch mit schweren römischen Kampfwagen zwischen den nördlichen, südosteuropäischen und vorderasiatischen Provinzen des römischen Reiches ermöglichte.
Seit der Spätantike war die Balkanroute über Konstantinopel eine wichtige Verbindung zur Seidenstraße geworden und die Republik Venedig wickelte darüber einen beträchtlichen Teil des Handels ab.
Die Balkanroute war schon lange eine der wichtigsten Handels- und Heerstraßen in Europa. Für die Kreuzzüge, die Venezianer, Konstantinopel und das Habsburgermonarchie war sie zentral.

### Ausbau der Balkanroute in der Neuzeit

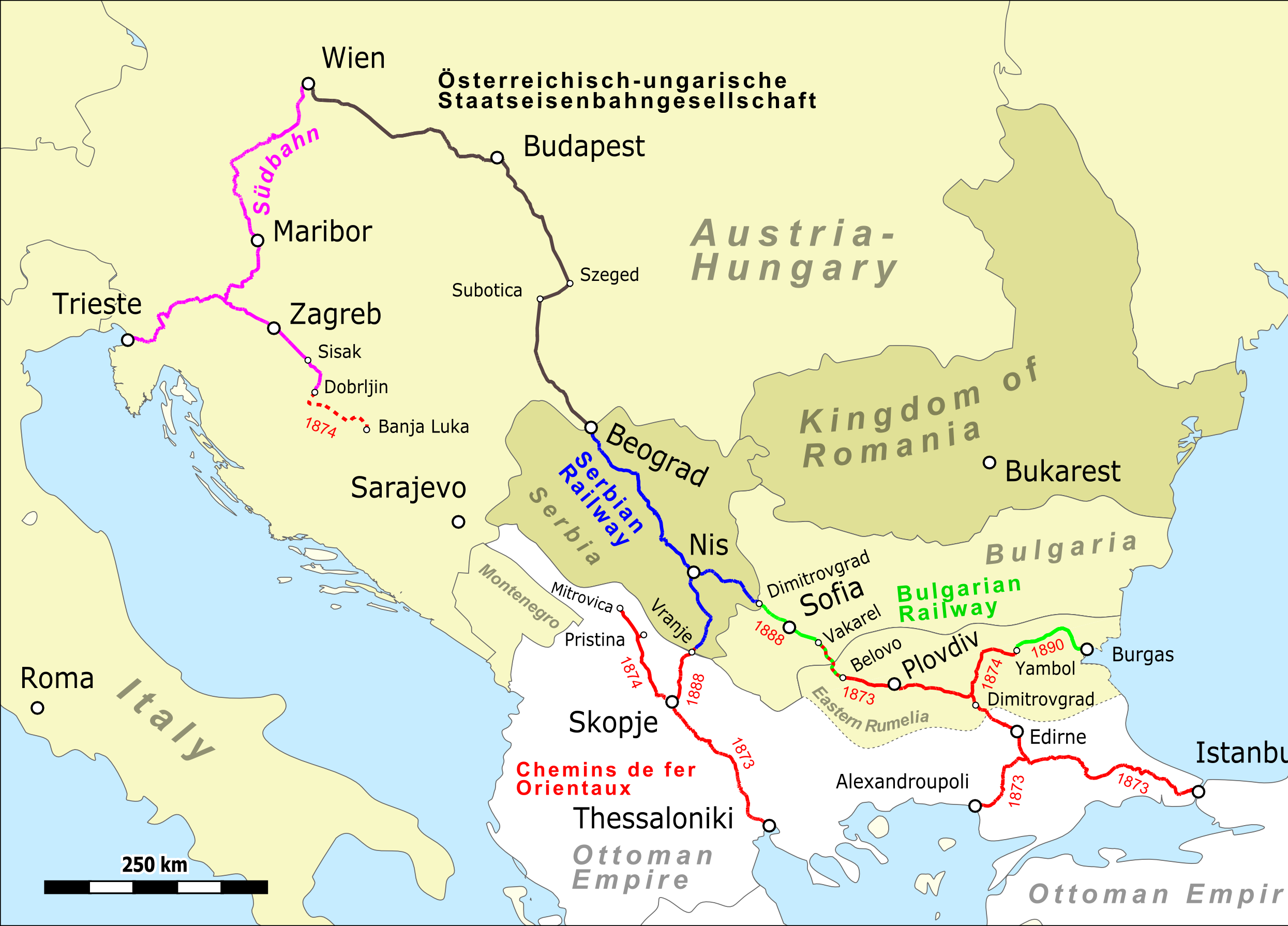
Orientbahn

Auf dem Berliner Kongress 1878 zur Beendigung der Balkankrise wurde beschlossen, den Balkan durch den Bau einer Eisenbahnverbindung bis nach Istanbul zu erschließen. Im osmanischen Machtbereich wurde die Bahn durch die Compagnie des Chemins de fer Orientaux von Baron Maurice de Hirsch erbaut. 1888 konnte mit der Schließung der letzten Lücke in Bulgarien die durchgehende Verbindung zwischen Wien und Istanbul eingeweiht werden. Sie wurde vor allem durch den über die Strecke verkehrenden luxuriösen Orient-Express zwischen Paris und Istanbul bekannt.
Während des Zweiten Weltkrieges gelangten europäische Flüchtlinge über die Balkanroute in die Türkei und von dort teilweise weiter in Flüchtlingslager der Middle East Relief and Refugee Administration im Nahen Osten. Die Flucht- und Einwanderungsrouten für Juden von Betar, Hechaluz, Mossad le Alija Bet und privaten Organisatoren ins Mandatsgebiet Palästina führten im Rahmen der Alija Bet auf der Donau und dann über das Schwarze Meer und den Bosporus. Nach dem Anschluss Österreichs 1938 brachte Eichmann (Zitat:„Entweder ihr verschwindet über die Donau oder in die Donau!“)  mit der Zentralstelle für jüdische Auswanderung die Auswanderung nach Palästina aus dem gesamten Reichsgebiet unter seine Kontrolle. Zur Bekämpfung der illegalen Einwanderung nach Palästina hielt die britische Regierung Rumänien, Bulgarien, Griechenland, Jugoslawien und Ungarn zur Zerschlagung lokaler Alija-Bet-Organisationen an.
In den 1960er Jahren entstand der Begriff Gastarbeiterroute für die Strecke über den Balkan.
In den 1990er Jahren wurde der Ausbau der Balkanroute zur verbesserten Anbindung der osteuropäischen Länder in die arbeitsteilige Weltwirtschaft begonnen. Durch den Zerfall Jugoslawiens und die damit einhergehenden Jugoslawienkriege wurde der traditionelle Routenabschnitt über den Autoput gemieden.

Die zehn Paneuropäischen Verkehrskorridore

Im Rahmen des Konzeptes der Transeuropäischen Netze wird an zehn paneuropäischen Verkehrskorridoren gearbeitet, um die Verkehrsinfrastruktur in Ost- und Südosteuropa auszubauen. In diesem Rahmen werden auf den Balkantransitrouten die Korridore IV, VII, VIII und X zur Verbesserung der Wasser-, Gleis- und Straßeninfrastruktur ausgebaut.
China investiert im Rahmen des Seidenstraßenprojektes in den Ausbau der Bahnstrecke Budapest–Belgrad–Skopje–Athen nach Mitteleuropa.

### Migrationsbewegung der 2010er

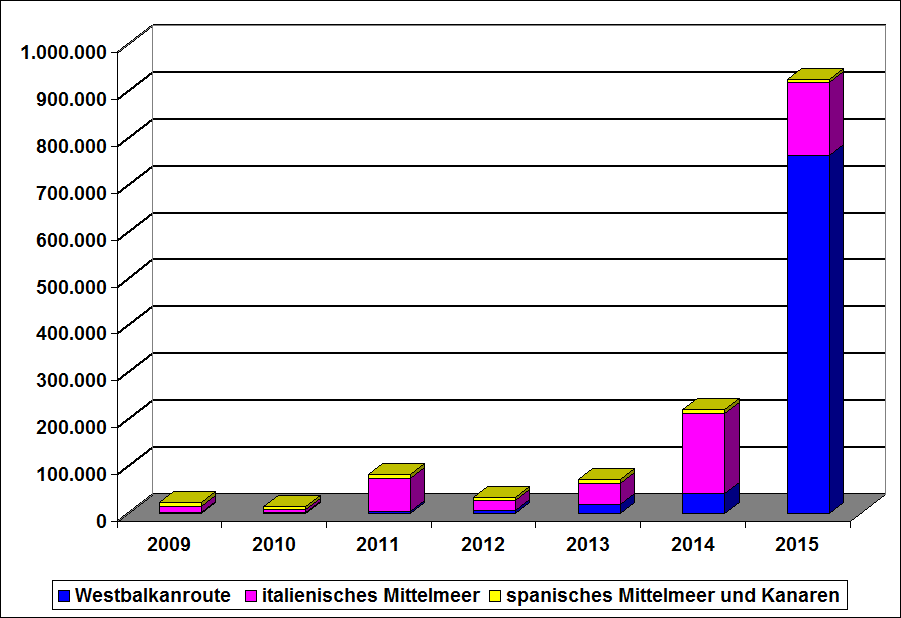
Die Westbalkanroute wurde 2015 zu der wichtigsten Migrationsroute in die EU.

Viele der Migranten der Flüchtlingskrise in Europa, die eine Balkanroute nehmen, kommen aus Syrien, dem Irak, und dem weiteren südlichen Zentralasien, insbesondere Afghanistan und Pakistan, aber auch – nachdem die Mittelmeerrouten schwieriger oder teurer wurden – auch aus nordafrikanischen Ländern, aus Eritrea und aus Äthiopien. Diese Migranten wollen sich keinesfalls in einem der wirtschaftsschwachen Balkanländer niederlassen, sondern streben einen Aufenthalt in Zentraleuropa, den britischen Inseln oder Nordeuropa an.
Daneben waren eine Zeitlang auch die relativ unterentwickelten Balkanländer Nordmazedonien, Albanien, Montenegro und Kosovo selbst Herkunftsländer.
Zu Beginn der Flüchtlingskrise 2011 war die Ostbalkanroute die Hauptroute. Frontex verzeichnete für 2012 und 2013 auf der Ostbalkanroute 12.000, der Westbalkanroute 4.000 Passagen, gegenüber den Vorjahren eine enorme Steigerung, aber weitaus geringer als 2015. Die Lage wurde aber als so kritisch empfunden, dass im November 2013 die erste Westbalkankonferenz („Frontex Westbalkan-Konferenz“) stattfand. Nach dem griechischen Grenzzaun zur Türkei 2012 wurde 2014 der bulgarische zur Türkei erbaut; damit wurde die Ostbalkanroute dichtgemacht. Die Migration verlagerte sich von der Türkei auf Routen über die küstennahen griechischen Ägäisinseln. Diese Verlagerung war sowohl im Interesse Bulgariens und Rumäniens als auch im Interesse der Türkei, die Massenbewegungen über den Bosporus nicht toleriert hätte. Diese Route heißt im europäischen Frontex-Jargon Östliche Mittelmeerroute (Eastern Mediterranean route).
Einige der Inseln Griechenlands (darunter Lesbos, Samos, Chios und Kos) liegen in Sichtweite der türkischen Küste; Flüchtlinge können sie (und damit EU-Territorium) auf einfachen Booten erreichen. Winde, Meeresströmungen und Wellengang können ihnen dabei gefährlich werden; mitunter kentern Boote und Menschen ertrinken. Griechenland ließ 2015 die Flüchtlinge auf das Festland weiterreisen; dort zogen die meisten zu einem der Grenzübergänge an der griechisch-nordmazedonischen Grenze (z. B. Idomeni) und einige zur griechisch-albanischen Grenze. Nach Syrienkrieg und anhaltenden Dürren, aber auch durch Geldmangel beim UNHCR, herrschten Anfang Sommer 2015 in den Flüchtlingslagern im Libanon, in Jordanien und auch in der Türkei teils katastrophale humanitäre Zustände, und die Levante geriet in Bewegung. Im heißen Sommer 2015 waren auch in Europa die Wanderbedingungen günstig.
Griechenland registrierte 2015 die Migranten weder auf den griechischen Inseln noch bei oder nach ihrem Transport aufs Festland und verstieß damit gegen das Schengener Abkommen. An der griechisch-nordmazedonischen Grenze versuchten viele Migranten nach Nordmazedonien zu gelangen. Nordmazedonien und Serbien sind keine EU-Mitglieder; die EU-Außengrenze liegt daher bei Ungarn (2004 in die EU aufgenommen) und Kroatien (zum 1. Juli 2013 in die EU aufgenommen). Bis Ungarn (Regierung Orbán) den Grenzzaun zu Serbien baute und seine Grenzen Ende September 2015 für Flüchtlinge sperrte, reisten viele der Flüchtlinge via Ungarn und Österreich.
Öffentlich bekannt wurde diese Route erst Ende August 2015, als in Ungarn „festsitzende“ Flüchtlinge nach Deutschland reisen durften („Marsch der Hoffnung“). Ende August verbreitete sich wegen missverständlicher Äußerungen des deutschen Migrationsamtes BAMF und der Bundeskanzlerin Merkel unter den Migranten die Meinung oder Hoffnung, Deutschland würde künftig syrischen Flüchtlingen prinzipiell Asyl ohne Prüfung und Rücksicht auf das Schengen-/Dublinvorgehen gewähren („neue Willkommenskultur“). Die Lage verschärfte sich nochmals, statt wie erhofft mit Sommerende abzuklingen. Zielland der Mehrzahl der Migranten ist Deutschland; das früher häufig angestrebte Zielland Schweden änderte seine Flüchtlingspolitik im Laufe des Herbstes 2015 radikal. In den Transitländern reisten die Flüchtlinge häufig mit Bussen, Taxis oder Zügen; die Staatsgrenzen wurden zu Fuß überschritten.
Eine Flucht via Balkanroute dauerte früher Wochen, als einige Transitländer die Flüchtlinge jeweils zur nächsten Grenze transportierten („weiterreichten“) ging es viel schneller.
Anfang Februar 2017 äußerte ein Sprecher des Bundesinnenministeriums, die illegale Migration über den Westbalkan sei zwar deutlich reduziert worden, halte aber an. 2018 nutzten etwa 41.000 Menschen die Balkanroute und 2019 etwa 82.000 Menschen.
Im Juli 2019 erhielt die Balkanroute durch Berichte über die menschenunwürdigen Zustände im Flüchtlingslager Vučjak nahe dem bosnischen Ort Bihać wieder größere mediale Aufmerksamkeit.

### Maßnahmen gegen die Migration in den 2010er Jahren
Am österreichischen Grenzübergang Spielfeld, von Slowenien zu Kroatien und an der Grenze zwischen Griechenland und Nordmazedonien wurden 2015 Grenzzäune gebaut.
Am 19. November 2015 wurde bekannt, dass Serbien und Nordmazedonien nur noch Flüchtlinge aus Syrien, Irak und Afghanistan einreisen lassen, ebenso das EU-Land Slowenien.
Zwei Tage zuvor hatten Beamte der Innenministerien Sloweniens, Serbiens, Nordmazedoniens und Griechenlands in Brdo pri Kranju Maßnahmen zur Verlangsamung, Steuerung und Kontrolle des Migrantenstroms vereinbart, ebenso ein einheitliches System zur Identifizierung der Durchreisenden und eine gemeinsam Datenbank. Nordmazedonien begann mit dem Bau eines Grenzzauns an seiner Grenze zu Griechenland. Am 8. Februar 2016 wurde der Bau eines zweiten Grenzzaunes begonnen.
Die östlichen EU-Länder Tschechien, Polen, Ungarn und die Slowakei (Visegrad-Staaten) beschlossen am 15. Februar 2016, ebenfalls die Balkanroute stärker gegen Flüchtlinge abzuriegeln. Sie sagten Nordmazedonien und Bulgarien praktische Unterstützung bei der Grenzsicherung zu.
Österreich hat im Januar 2016 eine Asylantrags-Obergrenze als Richtwert eingeführt, und zu diesem Zwecke am 22. Februar eine 80-Personen-Quote für Spielfeld benannt, und ein tägliches Kontingent von 3.200 Flüchtlingen für den Transit nach Deutschland benannt. Am 26. Februar 2016 teilte Slowenien mit, täglich nur noch 580 Flüchtlinge ins Land zu lassen. So soll wieder eine Kontrolle jedes Flüchtlings gemäß den Schengen-/Dublin-Regeln möglich sein.
Damit gibt es einen „Rückstau“ in Griechenland. Die österreichische Innenministerin Mikl-Leitner sprach von einer „gewünschten Kettenreaktion der Vernunft“,
Der für Migrationsfragen zuständige Vize-Innenminister Ioannis Mouzalas sagte am 28. Februar 2016, „22.000 Flüchtlinge und Migranten“ seien in Griechenland. Am Grenzübergang Idomeni hofften 6.500 von ihnen auf eine Einreisemöglichkeit nach Nordmazedonien.
Griechenland schränkte den Flüchtlings-Transport von griechischen Inseln aufs Festland ein, um diesen Teil des Flüchtlingsstroms zu verlangsamen.
Es kam auch kurz nach der Konferenz in Nordmazedonien zu Tränengaseinsätzen gegen die sich stauenden Migranten, die nicht unter das neue schärfere Durchlassprofil fielen (vor allem Afghanen) und die den Grenzzaun einzureißen begannen.
Anfang März 2016 wurde durch abgestimmte Beschlüsse von Nordmazedonien, Serbien, Kroatien, Ungarn und Slowenien die Westbalkanroute für Flüchtlinge vollständig geschlossen: Diese Länder wollen nur noch Personen mit gültigen Reisepässen und Visa ins Land lassen. Auch die österreichische Innenministerin erklärte, es sei endgültig damit vorbei, dass Österreich als „Warteraum“ für andere Länder fungiere.
Zwischen Griechenland und der Türkei ist seit April 2002 ein Rücknahmeabkommen in Kraft, auf dessen Basis Griechenland illegal Eingereiste in die Türkei zurückschicken könnte.
Am 16. Dezember 2013 schlossen die EU und die Türkei ein Rückübernahmeabkommen; es trat zum 1. Oktober 2014 in Kraft.
Die Türkei weigerte sich bislang aber, Flüchtlinge zurückzunehmen und das bestehende Abkommen umzusetzen. Von fast 9.700 Rücknahmegesuchen Griechenlands im Jahr 2014 erfüllte die Türkei beispielsweise sechs.
Die Türkei bestreitet (Stand 22. Februar 2016) einen Punkt in Vereinbarungen zwischen EU, NATO und Türkei, wonach von NATO-Schiffen aus Seenot gerettete Bootsflüchtlinge in die Türkei zurückgebracht werden sollen.
Im September 2016 fand in Wien ein Treffen von Regierungschefs und Ministern aus zehn Ländern sowie EU-Ratspräsident Donald Tusk und EU-Migrationskommissar Dimitris Avramopoulos statt, auf dem die Migrationsproblematik besprochen wurde. Dabei wurde bekannt, dass seit Februar 50.000 Asylbewerber illegal über die Balkanroute nach Deutschland gelangten.
Von März bis September 2016 kamen etwa 18.000 Flüchtlinge nach Österreich. In Bulgarien kamen nach Behördenangaben von Januar bis Anfang Oktober 2016 rund 15.000 Migranten ins Land.
Das bulgarische Innenministerium meldete im August 2017, seit Jahresanfang seien 1461 illegal eingereister Flüchtlinge aufgegriffen worden, 80 Prozent weniger als im Vorjahreszeitraum. Auch die Zahl der anerkannten und geduldeten Flüchtlinge sank drastisch. Das gilt als eine Folge des massiven Ausbaus des Grenzzauns zur Türkei, den die seit Mai amtierende Regierung Borissow II noch zusätzlich vorantrieb, als auch die Unterstützung der bulgarischen Grenzpolizei durch Frontex und die türkischen Kollegen.
Rumänische Medien meldeten im Sommer 2017, die Zahl der im Land aufgegriffenen Flüchtlinge habe sich im Vergleich zu 2016 verdreifacht. Ein Teil von ihnen komme per Boot aus der Türkei über das Schwarze Meer nach Rumänien.
Einer der Vordenker des EU-Türkei-Abkommens, Gerald Knaus, sagte im März 2018, die Schließung der Balkanroute sei „eine Illusion“. Die Ankunftszahlen von Flüchtlingen auf den griechischen Inseln in den zwei Jahren nach Abschluss des Abkommens entsprächen ungefähr der Zahl der Migranten, die über die Balkanroute im gleichen Zeitraum aus Griechenland nach Deutschland eingereist seien.

### Migrationsbewegung der 2020er
Im April 2021 hatte sich die Route nach Einschätzung der Nichtregierungsorganisation Save the Children nach Rumänien verschoben, weshalb das Land Schwierigkeiten hat, Kinder auf der Durchreise zu unterstützen. Die direktere Route über Ungarn oder Kroatien nach Westeuropa hatte nach Berichten über Pushbacks an den Grenzen an Beliebtheit verloren und die Zahlen in Rumänien erhöhten sich nach Einschätzung der Aktivisten innerhalb eines Jahres um 134 Prozent.
Während des russischen Überfalles auf die Ukraine 2022 kam es neben den Flüchtlingsströmen aus der Ukraine auch zu einem Anstieg des Migrationsstromes aus dem nahen und mittleren Osten über die Balkan-Route nach West-Europa. Serbien als Transitland spielte dabei eine Schlüsselposition und es gab Vermutungen, dass der traditionelle Verbündete Serbiens, Russland, dahinter stecken könnte.
Mitte 2023 kamen „mehr als die Hälfte der Migranten und Flüchtlinge, die in Österreich registriert werden, über Bulgarien in die EU;“ 95 % der Migranten und Flüchtlinge kamen laut Ö1-Mittagsjournal (20230720) über Ungarn nach Österreich, der Migrationsdruck sei weiterhin sehr hoch. „Die Hauptroute der derzeit in Richtung Zentraleuropa operierenden Schlepperorganisationen in Osteuropa verläuft nach wie vor über Ungarn und Serbien.“ Von Januar bis November 2023 sind 92 Migranten auf der Route verstorben, deutlich mehr als in den Jahren zuvor.

## Drogenschmuggel
Als Teil des Hippie trail wurde zunehmend Cannabis aus Asien über die Balkanroute zu den Konsumenten Westeuropas geschmuggelt.
Afghanistan gilt als großes Rohopium-Anbaugebiet. Das Opium wird über den Iran in die Türkei geschmuggelt, wo es zu Heroin verarbeitet wird. Dieses wird über eine der Balkanrouten nach Europa geschmuggelt. Alternative Schmuggelrouten verliefen laut Earthlink e. V. weiter nördlich über das Schwarze Meer nach Bulgarien oder in die Ukraine.